# تکن ۳
تکن ۳ (به انگلیسی: Tekken 3) یک بازی ویدئویی به سبک مبارزه‌ای و سومین بخش از مجموعه بازی‌های تکن می‌باشد. تکن ۳ اولین عنوانی بود که بر روی سخت‌افزار نامکو سیستم ۱۲ منتشر می‌شد (این یک برتری نسبت به دو نسخی قبلی که از نامکو سیستم ۱۱ استفاده می‌کردند بود). این بازی در نوامبر ۱۹۹۶، به شکل محدود در کشور ژاپن، و به‌طور گسترده و بین‌المللی در مارس ۱۹۹۷، بر روی دستگاه آرکید عرضه شد، و در سال ۱۹۹۸ بر روی کنسول پلی‌استیشن منتشر شد و در سال ۲۰۰۵ دوباره در قسمتی از حالت تاریخ آرکید نسخهٔ تکن ۵ برای کنسول پلی‌استیشن ۲ در دسترس قرار گرفت. این نسخه آخرین سری از این بازی بر روی کنسول پلی‌استیشن بود و سپس نسخهٔ بعدی با نام تکن تگ تورنومنت در سال ۱۹۹۹ بر روی آرکید و سال ۲۰۰۰ برای کنسول پلی‌استیشن ۲ عرضه شد.
تکن ۳ دارای فهرست بالایی از شخصیت‌های کاملاً جدیدی بود، شامل چندین شخصیت از جمله جین کازاما، رین شیایو، برایان فیوری، ادی گوردو، و هائورانگ که اکنون تبدیل به شخصیت‌های اصلی این سری شدند. نسخهٔ پلی‌استیشن این بازی موفقیت چشمگیری از نظر منتقدین و بازرگانی کسب کرد به‌طوری‌که هنوز به عنوان یکی از بهترین بازی‌هایی شناخته می‌شود که تا کنون منتشر شده‌است. تکن ۳ توانست فروشی بیش از ۶ میلیون نسخه در سرتاسر جهان داشته باشد، که تقریباً دوبرابر تعدادی است که تکن ۲ به فروش رسانده است. دنبالهٔ مستقیم این بازی نیز تحت عنوان تکن ۴، در اوت ۲۰۰۱ بر روی آرکید و مارس ۲۰۰۲ برای کنسول پلی‌استیشن ۲ عرضه شد.

## روند بازی
تکن ۳ هستهٔ سیستم و عقیدهٔ مبارزه‌ای نسخه‌های پیشین خود را حفظ کرده بود، اما پیشرفت‌های زیادی در آن ایجاد شده بود که می‌توان به جزئیات زیبای انیمیشن و گرافیک، ۱۵ شخصیت جدید به فهرست بازی اضافه شده بود (در نسخهٔ پلی‌استیشن ۱۷ شخصیت)، موسیقی‌های مدرن بیشتر و حرکات سریع‌تر و نرم‌تر اشاره کرد.
تکن ۳ اولین نسخه در این سری بود که دارای چندین بازی جانبی کوتاه شامل تکن فورس بود که در آن بازیکن با انتخاب یکی از شخصیت‌ها در مراحل مختلفی در برابر دشمنان قرار می‌گیرند. اگر بازیکن چهار دفعه موفق به اتمام این حالت شود، دکتر بوسکونوویچ برای انتخاب میان شخصیت‌ها آزاد می‌شود. همچنین بازی دیگری به نام تکن بال که شباهتی به والیبال ساحلی دارد در این نسخه وجود دارد. در این حالت بازیکن باید یا با زدن ضربه‌ای قوی به توپ، آن را به بازیکن حریف اصابت دهد یا توپ را در زمین حریف مقابل بخواباند.

## داستان
پانزده سال بعد از تورنومنت پادشاهی مشت آهنین ۲، دنبالهٔ داستان با جون کازاما که زندگی ساکت و آرامی در یاکوشیما با پسر جوان خود، جین که پسر کازویا میشیما نیز بود، شروع شد. درضمن، هیهاچی میشیما هم تکن فورس (یک سازمان که برای حمایت از میشیما زایباتسو اختصاص داده شده بود) را بنا نمود.
با استفاده از نفوذی که این کمپانی داشت، هیهاچی مسئول رویدادهای فراوانی که در نهایت به سوق دادن صلح در جهان منجر می‌شد بود. هنگام یک کاوش در مکزیکو، یک دسته از سربازان تکن فورس مورده حمله یک موجود مرموز قرار گرفته و مغلوب شدند. تنها سربازی که جان سالم به در برد توانست پیغام کوتاهی به هیهاچی برساند و کسی را که مرتکب این فاجعه شده به نام اوگر یا «گاد آو فایتینگ» توصیف کرد. هیهاچی و یک تیم از سربازان به جستجو رفتند، تا بتوانند کسی را که این جنایت را مرتکب شده بود بگیرند. پس از دیدن شخصیت اوگر، آرزوی خفته در هیهاچی برای فتح جهان دوباره بیدار شد. او به دنبال راهی برای گرفتن اوگر می‌گشت تا برای رسیدن به هدف خود از او استفاده کند.
بعد از این ماجرا، جنگجویان مختلفی در سرتاسر جهان شروع به ناپدید شدن می‌کردند، و هیهاچی مطمئن بود این کار اوگر است. در یاکوشیما، جون کازاما حضور اوگر و نزدیک شدن به خود و جین را حس کرد، با دانستن اینکه هدف بعدی اوگر اوست. جون دربارهٔ اوگر با جین صحبت کرد، و به او گفت اگر اتفاقی افتاد مستقیم به سوی هیهاچی برود. بعد از مدت‌ها وقتی جین پانزده ساله شد، اوگر براستی به آن‌ها حمله کرد. بر خلاف خواستهٔ جون، جین شجاعانه سعی کرد با اوگر مبارزه کند، اما اوگر آن را به یک طرف پرت و جین بیهوش شد. وقتی جین بهوش آمد، فهمید که خانهٔ آن‌ها با خاک یکسان شده و مادر او ناپدید یا احتمالاً کشته شده‌است.
پر از خشم و انتقام، جین نزد پدربزرگش هیهاچی رفت و تمام ماجرا را برای او تعریف کرد. جین به هیهاچی التماس کرد به او تمرین دهد تا به اندازه کافی قوی شده و باره دیگر با اوگر روبرو شود. هیهاچی پذیرفت.
چهار سال بعد، جین تبدیل به یک مبارزه خیره‌کننده و مسلط به کاراته سبک میشیما شده بود. هنگام تولد نوزده سالگی جین، خبره شروع تورنومنت پادشاهی مشت آهنین ۳ داده شد، و جین خود را برای مبارزه با اوگر آماده کرد. جین از اینکه هیهاچی از او و بقیه رقبا به عنوان طعمه برای بدام انداختن اوگر استفاده می‌کند، بی‌اطلاع بود.
بالاخره مسابقه به انتها رسید جایی که جین می‌بایست با اوگر روبرو شود. بعد از شکست در راند اول توسط پال فینکس، اوگر به ترکیب واقعی و نیرومندتری با نام تورو اوگر تبدیل شد، اما پال که فکر می‌کرد مبارزه به پایان رسیده و قهرمان شده، صحنه مبارزه را ترک نمود. مبارزه بین تورو اوگر و جین ساعت‌ها به طول انجامید، تا اینکه جین از این نبرد پیروز بیرون آمد و اوگر به‌طور کامل تبدیل به آب و حل شد. لحظاتی بعد، جین مورده حمله و تیراندازی دسته‌ای از افراد تکن فورس به رهبری هیهاچی که دیگر به جین احتیاجی نداشت قرار گرفت، و خود شخصاً کار را با شلیک آخرین گلوله به سر نوهٔ خود تمام کرد.
اما جین توسط ژن شیطانی درون خود (که از کازویا به ارث برده بود) دوباره زنده شد، و کاره سربازان را به سرعت یکسره کرد و حواس خود را به سمت هیهاچی جلب کرد، او را گرفته و به دیوار معبد کوبید، هیهاچی از این سقوط جان سالم به در برد، اما جین در وسط هوا با بال‌های پوشیده از پر یک ضربه دیگر به هیهاچی زد. او در تاریکی شب پرواز کرد و ناپدید شد و پدربزرگ گیج خود را که به او خیره شده بود تنها گذاشت.

## شخصیت‌ها
نوشتار اصلی: فهرست شخصیت‌های تکن

### شخصیت‌های برگشته
- پال فینکس
- نینا ویلیامز
- یوشیمیتسو
- لی وولان
- آنا ویلیامز (باز شدنی)
- هیهاچی میشیما (بازشدنی)

### شخصیت‌های جدید
| - جین کازاما - کینگ ۲ - لینگ شائویو - هوارانگ - ادی گوردو - فورست لا - کوما جی.آر (بازشدنی) | - پاندا انسان نما (تکن) (بازشدنی) - جولیا چانگ (بازشدنی) - برایان فیوری (بازشدنی) - گان جک (بازشدنی) - موکوجین (بازشدنی) - اوگر (بازشدنی) - تورو اوگر (بازشدنی) - تایگر جکسون (بازشدنی) |

شخصیت‌های افتخاری نسخهٔ پلی‌استیشن
- گون (بازشدنی)
- دکتر بوسکونوویچ (بازشدنی)

### نحوهٔ بازکردن شخصیت‌ها
برای آزاد کردن شخصیت‌های بازشدنی و تجهیزات دیگر در بازی دو روش وجود دارد. تمام کردن مود آرکید با شخصیت‌های مختلف، جمع شدن تعداد مبارزه‌های انجام شده در مود "Versus"
کوما: تمام کردن مود آرکید با شخصیت دلخواه یا انجام ۱۰۰ مبارزه در مود "Versus"
جولیا: تمام کردن مود آرکید با دو شخصیت دلخواه یا انجام ۱۵۰ مبارزه در مود "Versus"
گان جک: تمام کردن مود آرکید با سه شخصیت دلخواه یا انجام ۲۰۰ مبارزه در مود "Versus"
موکوجین: تمام کردن مود آرکید با چهار شخصیت دلخواه یا انجام ۲۵۰ مبارزه در مود "Versus"
انا: تمام کردن مود آرکید با پنج شخصیت دلخواه یا انجام ۳۰۰ مبارزه در مود "Versus"
برایان: تمام کردن مود آرکید با شش شخصیت دلخواه یا انجام ۳۵۰ مبارزه در مود "Versus"
هیهاچی: تمام کردن مود آرکید با هفت شخصیت دلخواه یا انجام ۴۰۰ مبارزه در مود "Versus"
اوگر: تمام کردن مود آرکید با هشت شخصیت دلخواه یا انجام ۴۵۰ مبارزه در مود "Versus"
تورو اوگر: تمام کردن مود آرکید با نه شخصیت دلخواه یا انجام ۵۰۰ مبارزه در مود "Versus"
مود تکن بال: با انجام ۵۵۰ مبارزه در مود "Versus" تکن بال آزاد خواهد شد.
تایگر: تمام کردن مود آرکید با شانزده شخصیت دلخواه یا انجام ۶۰۰ مبارزه در مود "Versus"
گون: ابتدا بازیکن باید با ده کاراکتر استاندارد مود آرکید را به اتمام برساند. با این کار گون اولین رقیب در مود تکن بال و همچنین به‌طور تصادفی در مود آرکید ظاهر خواهد شد. با شکست دادن گون در یکی از این دو حالت، او قابل انتخاب خواهد شد. اگر بازیکن در مود تکن بال از او شکست بخورد، دیگر در این مود ظاهر نخواهد شد و باید به‌طور تصادفی در مود آرکید او را شکست دهد یا با انجام ۶۵۰ مبارزه در مود "Versus"
دکتر بوسکنوویچ: اتمام مود "Tekken Force" چهار بار با کاراکتر دلخواه یا انجام ۷۰۰ مبارزه در مود "Versus"
با انجام ۷۵۰ مبارزه در مود "Versus" تمام شخصیت‌ها و تجهیزات دیگر در بازی آزاد خواهند شد.

## بازتاب‌ها
| گردآورنده  | امتیاز |
| ---------- | ------ |
| گیم‌رنکینگز | ۹۵.۸۰٪ |
| متاکریتیک  | ۹۶/۱۰۰ |

| ناشر                    | امتیاز      |
| ----------------------- | ----------- |
| اج                      | ۹/۱۰        |
| الکترونیک گیمینگ مانثلی | ۹/۱۰        |
| گیم اینفورمر            | ۹.۵/۱۰      |
| گیم‌پرو                  | 5/5 ستاره   |
| گیم رولیشن              | -A          |
| گیم‌اسپات                | ۹.۹/۱۰      |
| گیم‌اسپای                | 4.5/5 ستاره |
| آی‌جی‌ان                  | ۹.۳/۱۰      |

بر طبق وبگاه متاکریتیک، تکن ۳ با امتیاز ۹۶ از ۱۰۰، مورد تقدیر عمومی قرار گرفت و عنوان دومین بازی را در فهرست برترین عناوین پلی‌استیشن به خود اختصاص داد. از نظره بسیاری تکن ۳ در راس این سری و بهترین بازی مبارزه‌ای بود که بر روی پلی‌استیشن منتشر شده‌است. منتقدان تکن ۳ را به عنوان یکی از بهترین بازی‌های رایانه‌ای می‌پنداشتند. به عنوان اولین بازی، که طی سه سال توانسته بود نمره کامل ۱۰ را از منتقدین مجلهٔ الکترونیک گیمینگ مانثلی، با سه نقد از چهار نقد بالاترین امتیازه ممکن را داده بودند (تکن ۳ اولین بازی بود که توانسته بود نمره کامل ۱۰ را از منتقدان تجدیدنظر کن "EGM" بگیرد، آخرین بازی که از این مجله نمره کامل ۱۰ گرفته، سونیک خارپشت و بندانگشتی‌ها است). در دسامبر ۲۰۰۶ رتبهٔ دهم از ۱۰ بازی برتر گیم‌اسپات را به خود اختصاص داده بود. در سپتامبر ۲۰۰۴ رتبهٔ دهم را از آخرین ۱۰ بازی برتر مجله رسمی پلی‌استیشن به افتخار فروش ۱۰۰ میلیون کنسول پلی‌استیشن گرفته بود. در ژانویه ۲۰۰۸، در لیست وبگاه گیم‌رنکینگز رتبهٔ هشتمین بازی برتر را با جمع کل امتیاز ۹۶٫۳۰٪ به خود اختصاص داده است. وبگاه آی‌جی‌ان و گیم‌اسپات به ترتیب نمره‌های ۹٫۳ و ۹٫۹ از ۱۰ را به این بازی داده‌اند.